# 메쇠이 칼만
메쇠이 칼만(헝가리어: Mészöly Kálmán; 1941년 6월 16일, 부다페스트 ~ 2022년 11월 21일, 부다페스트)은 헝가리의 전 프로 축구 선수이자 감독이다.

## 클럽 경력
그는 현역 시절 전부를 버셔시에서 보내며 중앙 수비를 맡았다. 그는 "금발 바위"라는 별칭으로도 알려져 있다.
그는 버셔시에서 1961년, 1962년, 1965년, 그리고 1966년에 리그 우승을 거두었다.

## 국가대표팀 경력
메쇠이는 헝가리 국가대표팀에서 61번의 경기에 출전해 6골을 득점했다. 그는 1962년 월드컵, 1964년 유러피언 네이션스컵, 그리고 1966년 월드컵에 참가했다. 그는 1960년 하계 올림픽에 헝가리 선수단 일원으로 참가했지만, 한 경기도 출전하지 못했다. 메쇠이는 1960년대와 1970년대 각국 대표 선수단 경기에 출전했다.

## 감독 경력
그는 1980년부터 1983년까지, 1990년에서 1991년까지, 그리고 1994년부터 1995년까지 세 차례 헝가리 국가대표팀 감독을 역임했다. 그는 1982년 월드컵 당시 헝가리 대표팀을 이끌었다.

## 개인사와 최후
2022년 11월 21일, 메쇠이는 향년 81세로 영면에 들었다. 그의 아들 게저(1967년생)도 전 축구 선수이자 감독이다.